# (6565) Reiji
Pour les articles homonymes, voir Reiji.
(6565) Reiji est un astéroïde de la ceinture principale.

## Description
(6565) Reiji est un astéroïde de la ceinture principale. Il fut découvert le 23 mars 1992 à Kitami par Kin Endate et Kazuro Watanabe. Il présente une orbite caractérisée par un demi-grand axe de 2,17 UA, une excentricité de 0,03 et une inclinaison de 2,4° par rapport à l'écliptique.

## Compléments